# Bourton-on-Dunsmore
Pour les articles homonymes, voir Bourton et Dunsmore.
Bourton-on-Dunsmore est un petit village situé dans paroisse civile de  Bourton and Draycote avec le hameau voisin de Draycote. C'est un élément du Warwickshire, en Angleterre. Administrativement, il dépend du borough de Rugby.
Bourton-on-Dunsmore est situé à environ 8,0 km au sud-ouest de la ville de Rugby, juste au sud de la route B4453. Bourton-on-Dunsmore est situé sur une crête surplombant le réservoir de Draycote Water. À une courte distance à l'est, en contrebas de Bourton-on-Dunsmore se trouve le hameau de Draycote, et à une courte distance à l'ouest se trouve le village de Frankton.
Bourton-on-Dunsmore a été mentionné dans le Domesday Book de 1086. L'église Saint-Pierre du village date du 13ème siècle, mais a été en grande partie reconstruite au 19ème siècle, elle est maintenant classée au grade II.
Dans le village se trouve le Bourton Hall, classé grade II ; un grand manoir en pierre qui date de 1791, avec des ajouts ultérieurs. Il y avait autrefois des jardins conçus par Harold Peto, mais ils étaient tombés à l'abandon au début des années 1980. Il a été restauré et a été pendant de nombreuses années le siège de l'association caritative de développement Practical Action (anciennement connue sous le nom de Intermediate Technology). En 2019, la salle a été achetée par une entreprise qui cherchait à la transformer en une salle de mariage de luxe. En 2021, l'entreprise a été condamnée à une amende pour avoir effectué des travaux de rénovation du hall sans permis de construire.

## Galerie

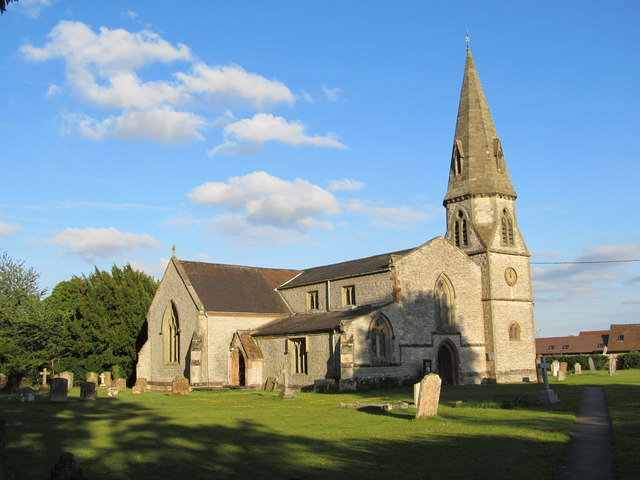
Eglise du village.
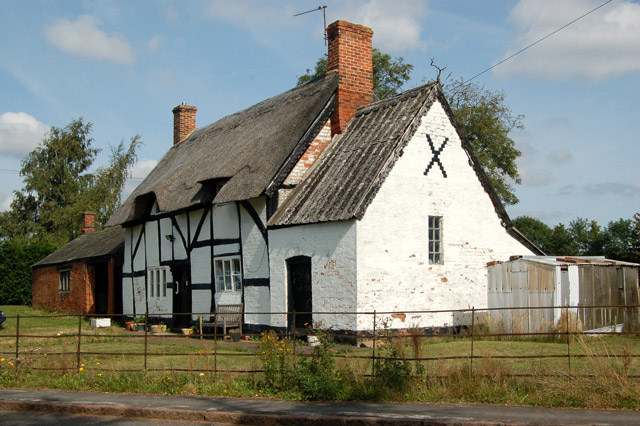
Maison à pans de bois.
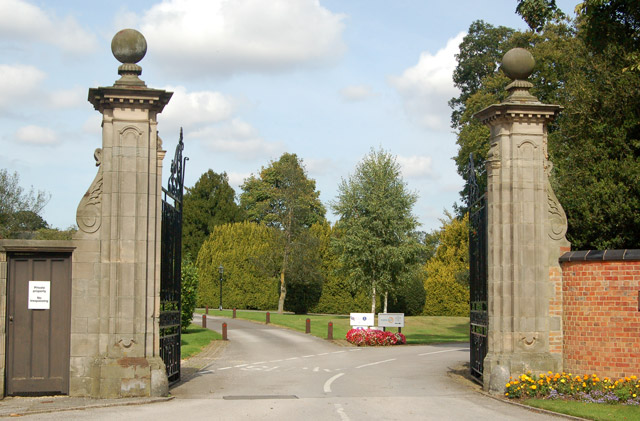
Entrée de Bourton Hall.